# Eclytus clementinus
Eclytus clementinus är en stekelart som beskrevs av Dmitriy R. Kasparyan 1977. Eclytus clementinus ingår i släktet Eclytus och familjen brokparasitsteklar. Arten är reproducerande i Sverige. Inga underarter finns listade i Catalogue of Life.